# 마셜 제도 주재 외국공관 목록
마셜 제도 주재 외국공관 목록은 마셜 제도에 상주하고 있는 외국 공관을 나열하는 목록이다. 현재 마셜 제도에 상주하고 있는 대사관 수는 3개이며 미국, 일본, 중화민국 뿐이다. 나머지 비상주 공관은 캔버라, 마닐라 등 다른 곳에서 겸임하고 있다.

## 대사관
마주로
- 중화민국
- 일본
- 미국

## 비상주공관
- 오스트레일리아 (폰페이섬)
- 오스트리아 (캔버라)
- 캐나다 (캔버라)
- 칠레 (뉴욕)
- 콜롬비아 (자카르타)
- 크로아티아 (워싱턴 D.C.)
- 체코 (마닐라)
- 덴마크 (싱가포르)
- 에스토니아 (도쿄)
- 유럽 연합 (수바)
- 핀란드 (캔버라)
- 프랑스 (마닐라)
- 독일 (마닐라)
- 인도네시아 (마닐라)
- 이스라엘 (예루살렘)
- 이탈리아 (웰링턴)
- 대한민국 (수바)
- 멕시코 (마닐라)
- 네덜란드 (마닐라)
- 뉴질랜드 (사우스타라와)
- 폴란드 (캔버라)
- 남아프리카 공화국 (캔버라)
- 스페인 (마닐라)
- 슬로바키아 (도쿄)
- 스웨덴 (도쿄)
- 스위스 (시드니)
- 영국 (수바)

## 같이 보기
- 마셜 제도의 재외공관 목록